# Kloster Krzyżanowice
Das Kloster Krzyżanowice war eine Ordensniederlassung der Augustiner-Chorherren und von Prämonstratenserinnen und Prämonstratensern in Krzyżanowice (heute Krzyżanowice Dolne [Gemeinde Pińczów] in der polnischen Woiwodschaft Heiligkreuz) vom 12. bis zum 19. Jahrhundert.

## Geschichte
Augustiner-Chorherren
Das Kloster wurde vor 1140 von Graf Jaxa (= Jaxa von Köpenick) gegründet. Weitere Informationen zu diesem Kloster sind nicht bekannt.
Prämonstratenserinnen
1247 wurde an dessen Stelle ein Prämonstratenserinnenkloster durch Herzog Bolesław den Keuschen von Kleinpolen gegründet. Die Nonnen kamen aus dem Kloster Strzelno, das Stift wurde der Prämonstratenserabtei St. Vinzenz bei Breslau unterstellt.
Prämonstratenser
1415 wurden die Nonnen nach Busko als Zusammenlegung dreier Klöster verlegt, nach Krzyżanowice kam Prämonstratenser, die dort eine Propstei des Klosters Witów bildeten. Seit 1781 wurde die Niederlassung dem Kloster Brzesko unterstellt.
1819 wurde die Besetzung mit Kanonikern beendet.

## Kirche St. Thekla

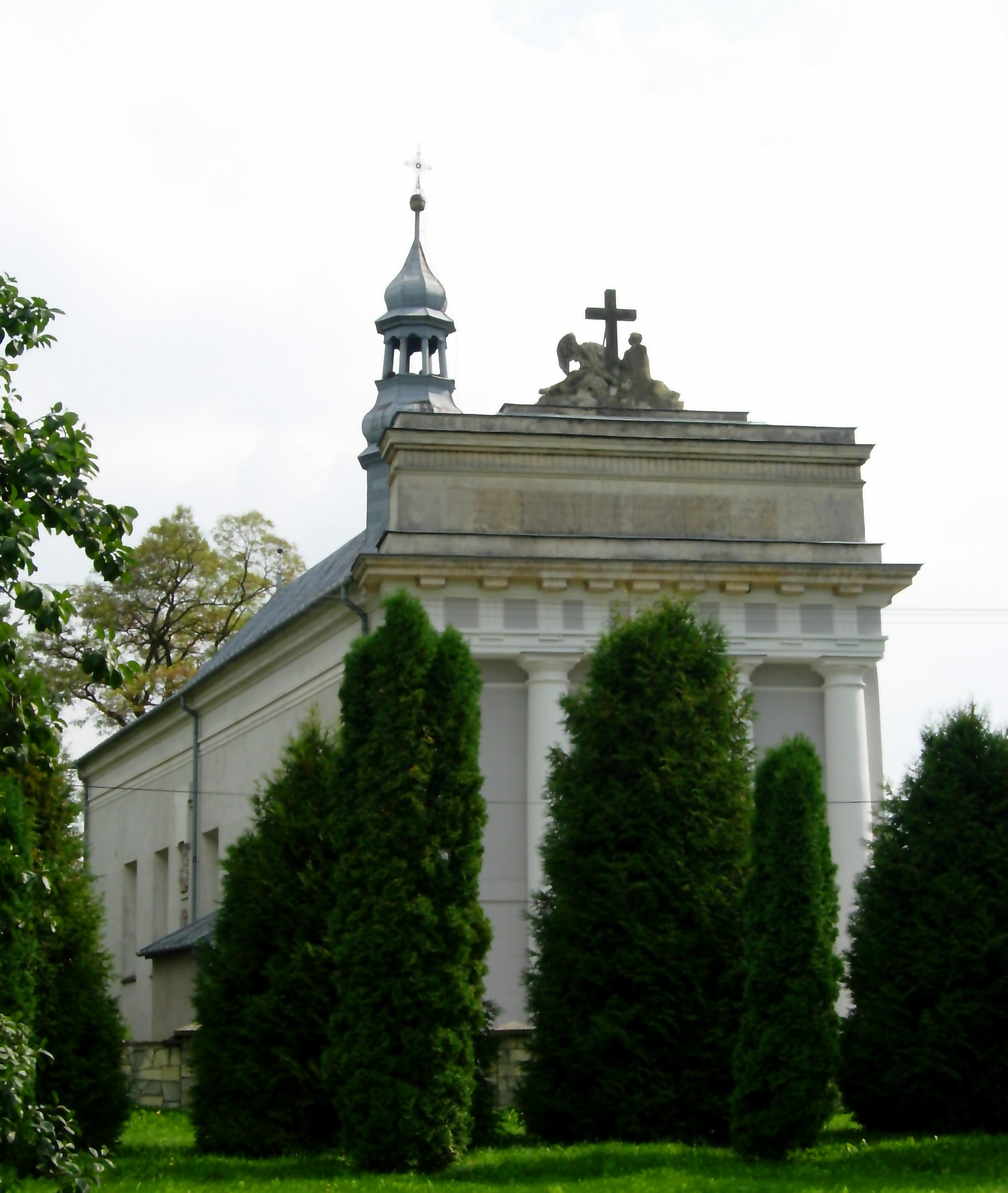
Kirche St. Thekla, 1786–89 erbaut

Von den ersten Klosterkirchen des 12. und 13. Jahrhunderts sind heute keine Spuren bekannt.
1626 wurde eine neu errichtete Kirche geweiht, die 1782 abbrannte. Von 1786 bis 1789 wurde eine Kirche St. Thekla im klassizistischen Stil errichtet, die bis heute zu den Denkmalen dieser Architektur in Polen zählt. Architekt war Stanisław Zawadzki, Auftraggeber der Reformer Hugo Kołłątaj als ehemaliger Kaplan.